# Zhang Yali
Zhang Yali (kinesiska: 張 亞黎), född den 24 februari 1964, är en kinesisk roddare.
Hon tog OS-brons i fyra utan styrman i samband med de olympiska roddtävlingarna 1988 i Seoul.